# Hostis guamensis
Hostis guamensis är en tvåvingeart som beskrevs av Cresson 1945. Hostis guamensis ingår i släktet Hostis och familjen vattenflugor. Inga underarter finns listade i Catalogue of Life.